# هنری کلی
هنری کلی (به انگلیسی: Henry Clay) سناتور سابق ایالت کنتاکی در سنای ایالات متحده آمریکا بود. وی در بین سال‌های ۱۸۰۶ تا ۱۸۰۷ و ۱۸۱۰ تا ۱۸۱۱ میلادی عضو حزب دموکرات-جمهوری‌خواه، از سال ۱۸۳۱ تا ۱۸۳۲ میلادی عضو حزب جمهوری‌خواه ملی و در بین سال‌های ۱۸۳۲ تا ۱۸۴۲ و ۱۸۴۹ تا ۱۸۵۲ عضو حزب ویگ بود.وی بین سال های ۱۸۲۵ تا ۱۸۲۹ نهمین وزیر امور خارجه ایالات متحده آمریکا بود.